# Сезон ФК «Хунгарія» (Будапешт) 1927—1928
Сезон ФК «Хунгарія» 1927—1928 — сезон угорського футбольного клубу «Хунгарія». У чемпіонаті Угорщини команда посіла друге місце. У кубку країни дійшла до півфінальної стадії. У кубку Мітропи клуб також вибув у півфіналі.

## Склад команди
Команда суттєво підсилилась у міжсезоння. Головними новачками клубу стали нападник «Ювентуса» Ференц Хірзер, найкращий бомбардир чемпіонату Італії 1926 року, а також ветеран угорського футболу Кальман Конрад, колишній гравець МТК другої половини 1910-х років, чемпіон Австрії і багаторазовий  володар кубка Австрії у складі «Аматере». Також з австрійського клубу «Вінер АК» прийшов півзахисник збірної Австрії Йозеф Шнайдер. Успішним став перехід з клубу «Керюлеті» нападника Дьордя Шарварі, більш відомого як Дьордь Шкварек, що у першому ж сезоні став автором 17 голів у чемпіонаті. Зі складу «Керюлеті» також прийшов нападник Моріц Хаар. Зумів стати основним і воротар Ференц Фехер, що прийшов з італійського клубу «Новара». Натомість не зумів закріпитись у складі захисник Дьордь Олах, що приєднався до команди зі складу клубу «Будаї 11».
Серед втрат варто відзначити одного з лідерів команди 1920-х років Дьордя Мольнара, що на початку осені переїхав у США, а також братів Імре Шенкея і Дьюлу Шенкея, що перейшли у «Керюлеті» і «Кішпешт» відповідно.
| № | Поз. | Нац.     | Гравець         |
| - | ---- | -------- | --------------- |
|   | ВР   | Угорщина | Ференц Фехер    |
|   | ВР   | Угорщина | Йожеф Уйварі    |
|   | ВР   | Угорщина | Янош Бірі       |
|   | ЗХ   | Угорщина | Дьюла Манді     |
|   | ЗХ   | Угорщина | Ференц Кочиш    |
|   | ЗХ   | Угорщина | Дьордь Олах     |
|   | ПЗ   | Угорщина | Габор Клебер    |
|   | ПЗ   | Угорщина | Бела Ребро      |
|   | ПЗ   | Австрія  | Йозеф Шнайдер   |
|   | ПЗ   | Угорщина | Янош Кевеш-Квас |
|   | ПЗ   | Угорщина | Генрік Надлер   |
|   | ПЗ   | Угорщина | Лайош Вебер     |

| № | Поз. | Нац.     | Гравець        |
| - | ---- | -------- | -------------- |
|   | НП   | Угорщина | Ференц Хірзер  |
|   | НП   | Угорщина | Дьордь Шкварек |
|   | НП   | Угорщина | Рудольф Єні    |
|   | НП   | Угорщина | Дьордь Орт     |
|   | НП   | Угорщина | Йожеф Браун    |
|   | НП   | Угорщина | Золтан Опата   |
|   | НП   | Угорщина | Моріц Хаар     |
|   | НП   | Угорщина | Кальман Конрад |
|   | НП   | Угорщина | Лерінц Трітц   |
|   | НП   | Угорщина | Дьордь Мольнар |
|   | НП   | Угорщина | Дьюла Шенкей   |

## Підсумкова турнірна таблиця
|    | Турнірна таблиця       | І  | В  | Н | П  | ГЗ | ГП | Р   | О  |
| -- | ---------------------- | -- | -- | - | -- | -- | -- | --- | -- |
| 1  | Ференцварош (Будапешт) | 22 | 19 | 1 | 2  | 77 | 23 | +54 | 39 |
| 2  | Хунгарія (Будапешт)    | 22 | 16 | 3 | 3  | 68 | 26 | +42 | 35 |
| 3  | Уйпешт (Будапешт)      | 22 | 15 | 4 | 3  | 62 | 25 | +37 | 34 |
| 4  | Шабарія (Сомбатгей)    | 22 | 15 | 3 | 4  | 49 | 29 | +20 | 33 |
| 5  | Керюлеті (Будапешт)    | 22 | 8  | 3 | 11 | 41 | 51 | -10 | 19 |
| 6  | Немзеті (Будапешт)     | 22 | 7  | 4 | 11 | 41 | 47 | -6  | 18 |
| 7  | Баштя (Сегед)          | 22 | 5  | 6 | 11 | 26 | 44 | -18 | 16 |
| 8  | Будаї 33 (Будапешт)    | 22 | 5  | 6 | 11 | 23 | 64 | -41 | 16 |
| 9  | Кішпешт (Будапешт)     | 22 | 6  | 3 | 13 | 39 | 61 | -22 | 15 |
| 10 | Вашаш (Будапешт)       | 22 | 6  | 2 | 14 | 37 | 57 | -20 | 14 |
| 11 | Бочкаї (Дебрецен)      | 22 | 4  | 5 | 13 | 31 | 50 | -19 | 13 |
| 12 | Аттіла (Мішкольц)      | 22 | 4  | 4 | 14 | 27 | 44 | -17 | 12 |

### Статистика у чемпіонаті
| Воротарі: Ференц Фехер (19), Йожеф Уйварі (2), Янош Бірі (1) Захисники: Ференц Кочиш (20), Дьюла Манді (20), Дьордь Олах (3) Півзахисники: Йозеф Шнайдер (22), Габор Клебер (20.1), Бела Ребро (17), Генрік Надлер (3), Янош Кевеш (3), Лайош Вебер (1) Нападники: Ференц Хірзер (22.22), Дьордь Шкварек (21.17), Моріц Хаар (15.6), Рудольф Єні (13.4), Кальман Конрад (13.4), Золтан Опата (12.5), Дьордь Орт (6.1), Йожеф Браун (5.2), Лерінц Трітц (3.1), Дьордь Мольнар (1) Тренер: Дьюла Фельдманн |

## Кубок Угорщини
| 1/16 | «Хунгарія» | 1:1 (1:1) | «Пештержебет» |  |  |
|      |            |           |               |  |  |

| 1/16 перегравання | «Хунгарія» | 3:1 (2:0) | «Пештержебет» |  |  |
|                   |            |           |               |  |  |

| 1/8 | «Хунгарія» | 4:1 (1:1) | «Кішпешт» |  |  |
|     |            |           |           |  |  |

| 1/4 | «Хунгарія» | 3:2 (2:0) | «Шабарія» |  |  |
|     |            |           |           |  |  |

| 1/2 | «Хунгарія» | 1:2 (0:0) | «Аттіла» |  |  |
|     |            |           |          |  |  |

## Кубок Мітропи
| 1/4 перший матч 14.08.1927 | БСК (Белград)                         | 2:4        | «Хунгарія» (Будапешт)                   | Белград                                                    |  |
| | 50' (пен.) Сотирович 86' Н.Мар'янович | (протокол) | 15' Кевеш 35' Шкварек 58' Єні 72' Опата | Стадіон: БСК Глядачі: 5 000 Суддя: Еміль Гьобель (Австрія) |  |
| БСК: Глигорьєвич — Попович, Митрович — Арсеньєвич, Маринкович (к), Джорджевич — Б.Мар'янович, Бек, Сотирович, Н.Мар'янович, Найданович, тренер: Енгель Хунгарія: Бірі — Манді, Олах — Клебер, Кевеш, Ребро — Шенкей, Мольнар, Опата (к), Шкварек, Єні, тренер: Фельдманн |                                       |            |                                         |                                                            |  |

| 1/4 другий матч 26.08.1927 | «Хунгарія» (Будапешт)                      | 4:0 (8:2 заг.) | БСК (Белград) | Будапешт                                                               |  |
| | 37' 81' Орт 44' Мольнар 90' (пен.) Балацич | (протокол)     | 83' Сотирович | Стадіон: Хунгарія Корут Глядачі: 18 000 Суддя: Йожеф Шлішер (Угорщина) |  |
| Хунгарія: Бірі — Манді, Балацич — Клебер, Кевеш, Ребро — Опата, Мольнар, Орт (к), Шкварек, Єні, тренер: Фельдманн БСК: Глигорьєвич — Попович, Митрович — Арсеньєвич, Маринкович (к), Джорджевич — Мар'янович, Бек, Сотирович, Драгичевич, Найданович, тренер: Енгель |                                            |                |               |                                                                        |  |

| 1/2 перший матч 4.09.1927 | «Хунгарія» (Будапешт) | 2:2 | «Славія» (Прага)      | Будапешт                                                            |  |
| | 30' Опата 69' Єні     |     | 34' Патек 64' Сильний | Стадіон: Хунгарія Корут Глядачі: 15 500 Суддя: Ежен Браун (Австрія) |  |
| Хунгарія: Бірі — Манді, Кочиш — Клебер, Кевеш, Ребро — Опата, Мольнар, Орт (к), Хірзер, Єні, тренер: Фельдманн Спарта: Гохманн — Пернер, Стейнер — Коленатий, Пешек (к), Гайний — Малоун, Патек, Сильний, Веселий, Горейс, тренер: Дік |                       |     |                       |                                                                     |  |

| 1/2 другий матч 2.10.1927 | «Спарта» (Прага) | 0:0* (2:2 заг.) | «Хунгарія» (Будапешт) | Прага                                                      |  |
| |                  |                 |                       | Стадіон: Летна Глядачі: 22 000 Суддя: Ежен Браун (Австрія) |  |
| Спарта: Гохманн — Пернер, Стейнер — Коленатий, Пешек (к), Гайний — Малоун, Патек, Сильний, Веселий, Горейс, тренер: Дік. Хунгарія: Бірі — Манді, Кочиш — Ребро, Клебер, Шнайдер — Браун, Конрад (к), Опата, Шкварек, Хірзер тренер: Фельдманн |                  |                 |                       |                                                            |  |

- Клубу «Хунгарія» зарахували технічну поразку через участь незаявленого гравця Кальмана Конрада.